# Philipp von Zesen
Philipp von Zesen, também Filip Cösius ou Caesius, cujo pseudônimo era Ritterhold von Blauen (Priorau, 8 de outubro de 1619  — Hamburgo,  13 de novembro de 1689) foi um poeta considerado o primeiro escritor profissional alemão. Seu romance autobiográfico Die Adriatische Rosemund, de 1645, é tido como o primeiro grande romance alemão da literatura barroca. Sua poesia também teve forte influência no desenvolvimento da métrica alemã.

## Seleção de obras
- 1638 - Melpomene
- 1640 - Deutscher Helicon
- 1641 - Himmlische Kleio
- 1642 - FrühlingsLust oder Lob-, Lust- und Liebeslieder
- 1642 - Poetischer Rosen-Wälder Vorschmack
- 1643 - Hooch-Deutsche Spraachübrung
- 1644 - Liebesbeschreibung Lysanders und Kalisten
- 1645 - Die Adriatische Rosemund
- 1645 - Lustinne
- 1646 - Die afrikanische Sofonisbe
- 1649 - Kurze gründl. Anleitung zur Höflichkeit
- 1656 - Leo Belgicus
- 1664 - Beschreibung der Stadt Amsterdam
- 1668 - Schöne Hamburgerin
- 1670 - Assenat
- 1677 - Reiselieder
- 1679 - Simson